# Piero Cassano

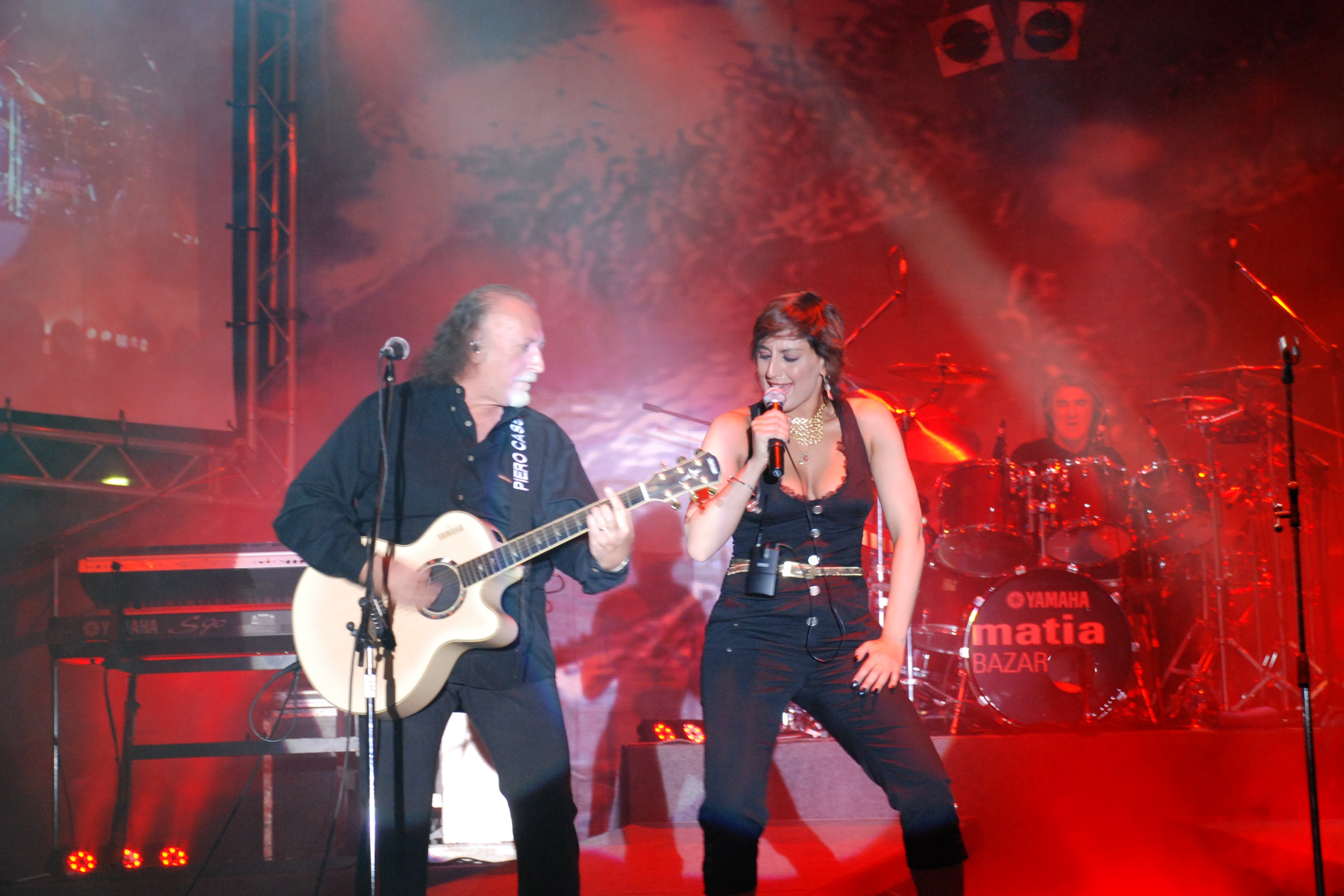
Optreden van Matia Bazar. Piero Cassano staat links, naast Roberta Faccani. In de achtergrond, op de drums, Giancarlo Golzi.

Piero Cassano (Genua, 13 september 1948) is een Italiaans zanger, componist en arrangeur. Hij is een van de grootste hitschrijvers in de Italiaanse muziekindustrie in de afgelopen dertig jaar.
Cassano begint als muzikant in de Italiaanse band Jet aan het begin van de jaren 70, waarin hij samenwerkt met Carlo Marrale en Aldo Stellita en waarmee Cassano deelneemt aan het Festival van San Remo van 1973. In 1974 komt Matia Bazar hieruit voort, waarin dan ook Giancarlo Golzi en Antonella Ruggiero als bandleden worden opgenomen. Voor deze band componeert Cassano tussen 1974 en 1981 talrijke hits, van Stasera che sera tot Cavallo Bianco en van Per un'ora di amore tot Solo tu. Van deze laatste single worden wereldwijd miljoenen exemplaren verkocht. In 1978 wint hij met Matia Bazar zijn eerste Festival van San Remo met E dirsi ciao. Tu semplicità, C'è tutto un mondo intorno en Il tempo del sole besluiten het eerste avontuur van Cassano met Matia Bazar.
In 1983 start hij de succesvolle samenwerking met de tekstschrijver Adelio Cogliati, met wie hij gedurende ongeveer tien jaar een koppel vormt. Tussen 1984 en 1994 is Cassano tevens producer van Eros Ramazzotti. De meeste van diens succesvolle nummers uit deze periode, als Una storia importante, Adesso tu, In certi momenti, Musica è, Ti sposerò perché, zijn gecomponeerd door Cassano. Cassano zingt een duet met Ramazzotti in het nummer Andare... in ogni senso op het album In ogni senso. Het album Tutte storie is het laatste uit de samenwerking tussen Cassano en Ramazzotti.
Hierna splitst het werk van Cassano zich uit over Italië, de rest van Europa en Zuid-Amerika, waarbij hij samenwerkt met Mina, Milva, Fausto Leali, Demis Roussos, Ginette Reno, Mireilel Matthieu, de Mocedades en Sergio Dalma. Zo schrijft hij tussen 1984 en 1992 voor Mina samen met Massimiliano Pani liedjes als E va bene ti voglio, Devi dirmi di sì, Comincia tu, Rose su rose, Sotto il sole dell'Avana, Cosa manca, Anima nera en Sei o non sei.
Tussen 1992 en 2001 componeerde en produceerde Cassano albums voor vele bekende vertegenwoordigers van de Latijns-Amerikaanse muziek, waaronder Patricia Soussa en Ricardo Montaner.
In 2000 meldt hij zich weer bij Matia Bazar om deel te nemen aan het Festival van San Remo. Met het nummer Brivido caldo wordt de achtste plaats behaald. In 2001 behaalt de groep met Questra nostra grande storia d'amore zelfs de derde plaats, om het jaar erop in 2002 het festival te winnen met Messagio d'amore.
- Gemeinsame Normdatei: 134344790
- International Standard Name Identifier: 0000 0001 3103 2994
- MusicBrainz: 6aa8a023-62a1-47f9-93cd-e7096ba7d366
- Nationale Bibliotheek van Tsjechië: xx0258602
- Istituto Centrale per il Catalogo Unico: UBOV514080
- Virtual International Authority File: 349154260415124480003